# Erehof Willemsoord
Erehof Willemsoord is gelegen op de algemene begraafplaats van Willemsoord in de Nederlandse provincie Overijssel, binnen de gemeente Steenwijkerland. Deze Gemenebestgraven liggen aan de wegkant van de begraafplaats. Er zijn 8 stenen met daarop de volgende namen:
| Naam                     | Functie                      | Onderdeel                         | Squadron        | Overleden  | Leeftijd |
| ------------------------ | ---------------------------- | --------------------------------- | --------------- | ---------- | -------- |
| John Gilbert Cocks       | Waarnemer                    | Royal Air Force Volunteer Reserve | 150 (R.A.F.) Sq | 31-10-1942 | 22       |
| Stephen George Esson     | Piloot                       | Royal Air Force                   | 107 Sq          | 23-06-1940 | 20       |
| John Alexander Fuller    | Radio-operator/boordschutter | Royal New Zealand Air Force       | 150 (R.A.F.) Sq | 31-10-1942 | 20       |
| Albert George Makay      | Piloot                       | Royal Canadian Air Force          | 150 (R.A.F.) Sq | 31-10-1942 | 20       |
| George Ross Murchison    | Radio-operator               | Royal Air Force Volunteer Reserve | 107 Sq          | 23-06-1940 | 21       |
| Charles Reginald Patton  | Boordschutter                | Royal Canadian Air Force          | 150 (R.A.F.) Sq | 31-10-1942 | 23       |
| William Alexander Tolmie | Piloot                       | Royal Air Force Volunteer Reserve | 150 (R.A.F.) Sq | 31-10-1942 | 21       |
| James Johnstone Tozer    | Piloot/waarnemer             | Royal Air Force Volunteer Reserve | 107 Sq          | 23-06-1940 | 20       |

Op 23 juni 1940 was een Blenheim-bommenwerper, de R 3688 van het 107e Squadron, onderweg voor een missie in Duitsland. Nabij Willemsoord op de Fries-Overijsselse grens stortte het toestel in een weiland neer. Daarbij kwamen de drie bemanningsleden om het leven. Ze werden met Duitse militaire eer begraven op de algemene begraafplaats in Willemsoord.
Op 31 oktober 1942 vloog een Wellington III, de BK 360 van het 150e (R.A.F.) Squadron, in het westen van Overijssel toen het toestel werd aangevallen door een Duitse jager. Het toestel stortte rond één uur 's middags neer in de buurtschap De Pol nabij Willemsoord. Alle vijf bemanningsleden kwamen daarbij om het leven. De stoffelijke overschotten werden begraven op de algemene begraafplaats van Willemsoord.